# Брюккен (Біркенфельд)
Брюккен (нім. Brücken) — громада в Німеччині, розташована в землі Рейнланд-Пфальц. Входить до складу району Біркенфельд. Складова частина об'єднання громад Біркенфельд.
Площа — 13,62 км2. Населення становить 1245 ос. (станом на 31 грудня 2020).